# Кусаригамадзюцу
Кусаригамадзюцу (яп. 鎖鎌術, «искусство кусаригама») — японское искусство ведения боя при помощи кусаригама.
Кусаригамадзюцу является характерной чертой таких школ боевых искусств, как Тэндо-рю (яп. 天道流), Кога-ха Курокава-рю Ниндзюцу (яп. 甲賀派黒川流忍術), Суйо-рю (яп. 水鷗流 居合 剣法'), Будзинкан и Синто Мусо-рю (яп. 神道夢想流).

## История
Точных фактов о происхождении кусаригама на сегодняшний день не имеется. Предположительно, данное оружие зародилось среди обычных японских крестьян, применявших кама (яп. 鎌, kama — «серп») для резки таких растений, как рис, или травы для лошадей. Историк боевых искусств и автор книг Серж Мол датирует возникновение кама периодом Асука. Уже позже к серпу была добавлена цепь с утяжелителем (konpi).
По некоторым предположениям, кусаригама как вид оружия возник в период Муромати. В период Эдо данное устройство было особенно популярным среди женщин. Кроме того, согласно одной из легенд, примерно в 1600-х годах в Японии проживал фехтовальщик Сисидо Байкэн (яп. 宍戸梅軒), известный мастер кусаригамадзюцу, и который в 1607 году был убит Миямото Мусаси.
Кроме того, кусаригамадзюцу активно практиковалось различными кланами ниндзя во времена феодальной Японии.
Различные школы кусаригамадзюцу используют кусаригама самых разнообразных форм. У некоторых цепь прикрепляется к ручке серпа, у других она находится возле лезвия, которое может быть как изогнутым, так и прямым. От особенностей строения кусаригама зависят методы его применения.